# 落合慶四郎

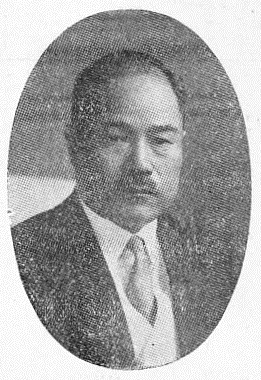
落合慶四郎

落合 慶四郎（おちあい けいしろう、1886年（明治19年）4月16日 - 1965年（昭和40年）3月12日）は、日本の内務官僚。徳島県知事、東京市第一助役、宇都宮市長、福井市長。

## 経歴
島根県神門郡、のちの簸川郡朝山村（現出雲市）出身。落合亀四郎の二男として生まれる。1910年、日本大学大学部法律学科を卒業。1911年11月、文官高等試験行政科試験に合格。1912年、内務省に入り徳島県属となる。
以後、徳島県理事官、鳥取県東伯郡長、山梨県理事官、大分県警察部長、三重県警察部長、長野県警察部長、群馬県書記官・内務部長、秋田県書記官・内務部長、石川県書記官・内務部長、愛知県書記官・警察部長、神奈川県内務部長などを歴任。
1931年12月、徳島県知事に就任し、1933年6月まで在任。その後、東京市第一助役、宇都宮市長、福井市長を務めた。
戦後、公職追放となる。
1965年3月12日死去。享年78。